# Alexander John Forsyth
Alexander John Forsyth (Belhelvie, 28 dicembre 1768 – 11 giugno 1843) è stato un religioso scozzese.
Pastore della Chiesa di Scozia, è noto per aver inventato il primo meccanismo a percussore per armi da fuoco ad avancarica.
Dopo gli studi divenne pastore della parrocchia di Belhelvie, nell'Aberdeenshire, succedendo così a suo padre. Appassionato di armi da fuoco, nel 1807 mise a punto un meccanismo a percussore che si basava su un piccolo flacone di metallo (da lui definito "bottiglietta di profumo") e sull'impiego di fulminato di mercurio.